# 新西兰狼眼绵鳚
新西兰狼眼绵鳚，為輻鰭魚綱鱸形目绵鳚亞目绵鳚科的其中一種，分布於西南太平洋的紐西蘭海域，屬底棲性魚類，棲息深度230-286公尺，體長可達15.7公分。

## 扩展阅读
維基物種上的相關：新西兰狼眼绵鳚